# Marqués de Comillas
Marqués de Comillas est une municipalité du Chiapas, au Mexique. Elle couvre une superficie de 933 km2 et compte 11 444 habitants en 2015.